# ФК Језеро
ФК Језеро, фудбалски је клуб из Плава у Црној Гори који тренутно игра у Првој лиги Црне Горе.
Клуб је основан 1934. године, а домаће утакмице игра на свом стадиону који може да прими 2,500 гледалаца.
Године 2008. клуб је изборио пласман у Прву лигу Црне Горе по први пут, да би наредне године испао. Један од познатијих играча који је поникао у клубу је Миодраг Џудовић, некадашњи репрезентативац Црне Горе.

## Резултати у такмичењима у Црној Гори
| Сезона   | Ранг | Лига       | Бр.екипа | Позиција  | Куп           |
| -------- | ---- | ---------- | -------- | --------- | ------------- |
| 2006/07. | 2    | Друга лига | 12       | 9. место  | Прво коло     |
| 2007/08. | 2    | Друга лига | 12       | 1. место  | Прво коло     |
| 2008/09. | 1    | Прва лига  | 12       | 10. место | Осмина финала |
| 2009/10. | 2    | Друга лига | 12       | 7. место  | Осмина финала |
| 2010/11. | 2    | Друга лига | 12       | 9. место  | Осмина финала |
| 2011/12. | 2    | Друга лига | 12       | 7. место  | Прво коло     |
| 2012/13. | 2    | Друга лига | 12       | 6. место  | Прво коло     |
| 2013/14. | 2    | Друга лига | 12       | 3. место  | Осмина финала |
| 2014/15. | 2    | Друга лига | 12       | 9. место  | Прво коло     |
| 2015/16. | 2    | Друга лига | 12       | 10. место | Прво коло     |
| 2016/17. | 2    | Друга лига | 12       | 5. место  | Прво коло     |
| 2017/18. | 2    | Друга лига | 12       | 9. место  | Прво коло     |
| 2018/19. | 2    | Друга лига | 10       | 7. место  | Прво коло     |
| 2019/20. | 2    | Друга лига | 10       | 2. место  | Прво коло     |
| 2020/21. | 1    | Прва лига  | 10       | 5. место  | Осмина финала |
| 2021/22. | 1    | Прва лига  | 10       | 6. место  | Осмина финала |
| 2022/23. | 1    | Прва лига  | 10       | 7. место  | Осмина финала |
| 2023/24. | 1    | Прва лига  | 10       | 5. место  | Финале        |
| 2024/25. | 1    | Прва лига  | 10       | 9. место  | Осмина финала |